# 1939 год в музыке

## Произведения
- Д. Д. Шостакович — Симфония № 6.
- А. В. Александров — «Гимн партии большевиков» (слова В. И. Лебедева-Кумача), музыка которого была впоследствии использована в Гимне России (2000 год).

## Выпущенные альбомы
- Louis Armstrong In The Thirties, vol.1 (Луи Армстронг)
- Summertime (Сидней Беше)

## Премьеры
- 5 февраля — премьера оперы Карла Орфа «Луна» в Баварской государственной опере.

## Родились

### Январь
- 4 января — Олег Непомнящий (ум. 2016) — советский и российский музыкальный продюсер и концертный директор[1]
- 17 января — Владимир Сафаров (ум. 2021) — советский и узбекистанский джазмен, журналист, писатель и историк футбола[2]
- 19 января — Фил Эверли (ум. 2014) — американский певец и музыкант, участник группы The Everly Brothers[3]
- 20 января — Валерий Успенский (ум. 2019) — советский и российский хоровой дирижёр и музыкальный педагог
- 27 января — Ашуг Адалят (ум. 2017) — советский и азербайджанский ашуг

### Февраль
- 2 февраля — Виталий Филиппенко (ум. 2022) — советский и украинский композитор
- 9 февраля — Барри Манн — американский пианист и автор песен
- 11 февраля — Джерри Гоффин (ум. 2014) — американский автор песен
- 12 февраля — Рэй Манзарек (ум. 2013) — американский музыкант, клавишник группы The Doors
- 13 февраля — Анатолий Капустин (ум. 2020) — советский и украинский оперный певец (тенор)
- 14 февраля — Блоуфлай[англ.] (ум. 2016) — американский музыкант, автор песен и музыкальный продюсер
- 18 февраля — Эльвира Шубина (ум. 1999) — советская и российская оперная певица (сопрано)
- 19 февраля — Владимир Атлантов — советский и австрийский оперный певец (тенор)
- 21 февраля — Ниёле Амбразайтите (ум. 2016) — советская и литовская оперная певица (меццо-сопрано)
- 23 февраля — Геннадий Абрамов (ум. 2015) — советский и российский артист балета, хореограф и танцевальный педагог
- 28 февраля
  - Чарльз Гейл (ум. 2023) — американский джазовый саксофонист, пианист и кларнетист
  - Джон Фэи (ум. 2001) — американский гитарист

### Март
- 2 марта — Ирина Богачёва (ум. 2019) — советская и российская оперная и камерная певица (меццо-сопрано)
- 10 марта — Флёра Сулейманова (ум. 2023) — советская и российская татарская эстрадная певица
- 17 марта — Клаус Овчарек (ум. 2020) — австрийский оперный певец (тенор) и актёр
- 22 марта — Жанна Владимирская (ум. 2017) — советская и американская актриса, журналистка и радиоведущая
- 23 марта — Тото Аджапуа (ум. 2023) — советский и абхазский композитор[4]
- 26 марта — Тамара Агапова (ум. 2018) — советская и российская оперная певица (меццо-сопрано)

### Апрель
- 1 апреля — Рудольф Айзли[англ.] (ум. 2023) — американский певец и автор песен, вокалист группы The Isley Brothers
- 2 апреля — Марвин Гэй (ум. 1984) — американский певец и музыкант
- 5 апреля — Рональд Уайт[англ.] (ум. 1995) — американский музыкант, вокалист группы The Miracles
- 10 апреля — Теймур Мустафаев (ум. 2020) — советский и азербайджанский певец
- 16 апреля — Дасти Спрингфилд (ум. 1999) — британская певица
- 21 апреля — Джон Маккейб[англ.] (ум. 2015) — британский композитор и пианист
- 27 апреля — Хэмиш Милн (ум. 2020) — британский пианист и музыковед

### Май
- 11 мая — Фридель фон Вангенхайм (ум. 2001) — немецкий актёр, драматург и поэт-песенник
- 14 мая — Трой Шонделл[англ.] (ум. 2016) — американский певец
- 18 мая — Азарий Мессерер (ум. 2017) — советский и американский журналист, переводчик и пианист
- 20 мая — Раиса Котова (ум. 2019) — советская и российская оперная певица (меццо-сопрано) и музыкальный педагог
- 27 мая — Дон Уильямс (ум. 2017) — американский кантри-певец,  музыкант и автор песен
- 28 мая — Юрий Серебряков (ум. 2016) — советский и российский дирижёр и музыкальный педагог
- 30 мая — Мариза Солинас (ум. 2019) — итальянская актриса и певица

### Июнь
- 2 июня — Дэвид Сток[англ.] (ум. 2015) — американский композитор и дирижёр
- 4 июня — Владимир Терешков (ум. 2020) — советский и российский оперный певец и музыкальный педагог
- 6 июня
  - Луи Андриссен (ум. 2021) — нидерландский композитор, историк и теоретик музыки
  - Эргюдер Йолдаш (ум. 2016) — турецкий композитор и аранжировщик
- 7 июня — Эри Клас (ум. 2016) — советский и эстонский дирижёр и музыкальный педагог
- 9 июня — Ольга Войнова-Павловская (ум. 2002) — советская и украинская певица
- 18 июня — Олег Янченко (ум. 2002) — советский и российский органист и композитор
- 24 июня
  - Георгий Бадев (ум. 2015) — болгарский скрипач и музыкальный педагог
  - Светлана Сидорова (ум. 2018) — советская и российская балерина и педагог

### Июль
- 2 июля — Пол Уильямс[англ.] (ум. 1973) — американский певец, вокалист группы The Temptations
- 4 июля — Юрий Малинин (ум. 2000) — советский и украинский певец
- 7 июля — Елена Образцова (ум. 2015) — советская и российская оперная певица (меццо-сопрано), актриса и музыкальный педагог
- 10 июля — Мэвис Стэплс — американская певица, вокалистка группы The Staple Singers
- 13 июля — Валерий Куринский (ум. 2015) — советский и украинский поэт-песенник и писатель
- 14 июля
  - Эдуард Бруннер (ум. 2017) — швейцарский кларнетист
  - Карел Готт (ум. 2019) — чехословацкий и чешский эстрадный певец
- 16 июля — Дениз Ласаль (ум. 2018) — американская блюзовая певица, автор песен и музыкальный продюсер
- 17 июля — Мильва (ум. 2021) — итальянская певица, актриса и телеведущая
- 18 июля — Дион Димуччи — американский певец
- 21 июля — Ким Фоули (ум. 2015) — американский певец, автор песен и музыкальный продюсер

### Август
- 4 августа — Фрэнки Форд[англ.] (ум. 2015) — американский ритм-н-блюзовый певец
- 6 августа — Юрий Григорьев (ум. 2022) — советский и российский оперный певец (баритон) и музыкальный педагог
- 9 августа — Одд Бёрре (ум. 2023) — норвежский певец[5]
- 11 августа — Аттила Бозай (ум. 1999) — венгерский композитор и музыкальный педагог
- 17 августа — Валерий Гаврилин (ум. 1999) — советский и российский композитор
- 18 августа — Геннадий Пискунов (ум. 2020) — советский и российский оперный певец (бас)
- 19 августа — Джинджер Бейкер (ум. 2019) — британский рок-музыкант и автор песен, барабанщик группы Cream
- 21 августа — Джеймс Бёртон — американский гитарист
- 27 августа
  - Эдвард Паттен[англ.] (ум. 2005) — американский певец, вокалист группы Gladys Knight & the Pips
  - Бьярне Фискум (ум. 2021) — норвежский скрипач
- 31 августа — Джерри Эллисон[англ.] (ум. 2022) — американский музыкант, барабанщик группы The Crickets

### Сентябрь
- 5 сентября — Александр Жуковский (ум. 2017) — советский и российский хоровой дирижёр и педагог
- 9 сентября — Збигнев Намысловский (ум. 2022) — польский джазовый музыкант
- 10 сентября — Элизабет Хойнацка (ум. 2017) — польская и французская клавесинистка
- 22 сентября — Александр Костин (ум. 2022) — советский и украинский композитор
- 24 сентября — Олег Рябоконь (ум. 2024) — советский и российский кинорежиссёр, сценарист и поэт-песенник

### Октябрь
- 5 октября — Мари Лафоре (ум. 2019) — французская и швейцарская певица и актриса
- 24 октября — Мадалена Иглезиаш (ум. 2018) — португальская певица
- 30 октября
  - Грейс Слик — американская певица, вокалистка групп Jefferson Airplane и Jefferson Starship
  - Эдди Холланд[англ.] — американский певец, автор песен и музыкальный продюсер

### Ноябрь
- 1 ноября — Леонид Тепляков (ум. 2016) — советский и российский дирижёр
- 6 ноября — Морис Бург (ум. 2023) — французский гобоист и музыкальный педагог
- 8 ноября — Лайла Киннунен (ум. 2000) — финская певица
- 10 ноября — Томми Фасенда[англ.] (ум. 2022) — американский певец и музыкант, гитарист группы The Blue Caps
- 13 ноября — Боб Тутуполи (ум. 2022) — индонезийский певец
- 17 ноября
  - Юрий Ремесник (ум. 2022) — советский и российский поэт-песенник
  - Виктор Татарский (ум. 2022) — советский и российский теле- и радиоведущий, автор и ведущий радиопрограммы «Встреча с песней»
- 23 ноября — Бетти Эверетт (ум. 2001) — американская певица
- 26 ноября — Тина Тёрнер (ум. 2023) — американская и швейцарская певица, автор песен, актриса и танцовщица[6]
- 28 ноября — Севда Ибрагимова (ум. 2022) — советский и азербайджанский композитор и музыкальный педагог
- 29 ноября — Конча Веласко (ум. 2023) — испанская актриса, певица, танцовщица и телеведущая
- 30 ноября — Вальтер Веллер (ум. 2015) — австрийский скрипач и дирижёр

### Декабрь
- 8 декабря — Джерри Батлер — американский певец, вокалист группы The Impressions
- 9 декабря — Сэмми Стрэйн[англ.] — американский певец, вокалист групп Little Anthony and the Imperials и The O’Jays
- 15 декабря — Дэйв Кларк[англ.] — британский музыкант, вокалист и барабанщик группы The Dave Clark Five
- 17 декабря — Эдди Кендрикс (ум. 1992) — американский певец, вокалист группы The Temptations
- 21 декабря
  - Карлуш ду Карму (ум. 2021) — португальский певец
  - Вячеслав Наговицын (ум. 2023) — советский и российский скрипач, композитор и музыкальный педагог
- 22 декабря — Леонид Титов (ум. 2023) — советский и российский танцор и балетмейстер
- 26 декабря — Фил Спектор (ум. 2021) — американский музыкальный продюсер и автор песен[7]
- 29 декабря
  - Эд Брюс (ум. 2021) — американский кантри-музыкант, композитор и актёр
  - Виктор Мельников (ум. 1999) — советский и российский джазовый музыкант и музыкальный педагог

### Без точной даты
- Лилиана Петрович (ум. 2020) — югославская и сербская певица
- Билкис Ханум (ум. 2022) — пакистанская певица

## Скончались

### Январь
- 12 января — Хариклея Даркле (78) — румынская оперная певица (сопрано)[8]

### Февраль
- 6 февраля — Владимир Дранишников (45) ― советский дирижёр[9]
- 8 февраля — Владимир Алексеев (77) — русский и советский театральный режиссёр, либреттист, театральный педагог и переводчик[10]
- 11 февраля — Густав Ланге (77) — норвежский композитор, скрипач, дирижёр и музыкальный педагог

### Март
- 6 марта — Станислао Гастальдон (77) — итальянский композитор
- 13 марта — Александр Антоновский (75) — русский и румынский оперный певец (бас) и музыкальный педагог
- 14 марта — Варвара Зарудная (81) — русская и советская оперная певица (сопрано) и вокальный педагог[11]
- 21 марта — Эвальд Аав (39) — эстонский композитор и хоровой дирижёр
- 31 марта — Иа Каргаретели (71/72) — грузинский композитор, фольклорист, певец и педагог

### Апрель
- 21 апреля — Джо Янг[англ.] (49) — американский поэт-песенник и певец

### Май
- 2 мая — Чарльз Вудхаус (59/60) — британский скрипач, композитор и дирижёр
- 3 мая — Александр Липпай (46) — австрийский и филиппинский дирижёр и композитор
- 8 мая — Роберт Лахман (46) — немецкий этномузыковед
- 24 мая — Карл Войчах (75) — немецкий дирижёр и композитор

### Июнь
- 1 июня — Зиновий Кисельгоф (61) — русский и советский музыкант, педагог и фольклорист, собиратель еврейских народных песен[12]
- 2 июня — Энрике Фернандес Арбос (75) — испанский скрипач, дирижёр и композитор
- 16 июня — Чик Уэбб (34) — американский джазовый барабанщик и бэндлидер[13]
- 23 июня — Александр Алексеев (43) — русский и советский оперный певец (лирический тенор)

### Июль
- 22 июля — Пьетро Боккаччини (95) — итальянский пианист и музыкальный педагог

### Август
- 18 августа — Фридрих Макс Антон (62) — немецкий дирижёр, композитор и музыкальный педагог
- 28 августа — Геннадий Воробьёв (21) — советский чувашский пианист и композитор

### Сентябрь
- 4 сентября — Борис Евелинов (63) — русский актёр, театральный режиссёр и либреттист
- 6 сентября — Константин Ковач (39) — советский абхазский композитор, пианист, дирижёр, музыкальный педагог и музыковед
- 19 сентября — Корнелис Доппер (69) — нидерландский композитор и дирижёр
- 25 сентября — Альфред Воткенн (72) — бельгийский музыковед и музыкальный библиограф
- 27 сентября — Любовь Блок (57) — русская и советская актриса и балетовед

### Октябрь
- 17 октября — Евгений Браудо (57) — русский и советский музыковед и музыкальный педагог
- 21 октября — Уэстон Гейлс (61) — американский органист и дирижёр
- 24 октября — Иоахим Альбрехт Прусский (63) — прусский принц, офицер и композитор[14]

### Ноябрь
- 11 ноября
  - Леонид Бекман (68) — русский и советский биолог, агроном и музыкант-любитель, автор музыки песни «В лесу родилась ёлочка»
  - Борис Борисов (66/67) — русский и советский актёр, певец и композитор
- 23 ноября — Артур Боданцки (61) — австро-венгерский и американский дирижёр

### Декабрь
- 1 декабря — Васил Стоин (58) — болгарский музыковед, фольклорист и педагог
- 12 декабря — Эрнст Кунвальд (71) — австрийский дирижёр
- 22 декабря — Ма Рейни (53) — американская блюзовая певица

### Без точной даты
- Александр Блюм (53/54) — русский и советский скрипач и альтист
- Вячеслав Богданович (60/61) — белорусский религиозный и общественно-политический деятель, иконописец, живописец и композитор
- Николай Выгодский (38/39) — советский композитор, музыкальный педагог, музыковед, пианист и органист
- Юлиус Ланге (72/73) — швейцарский композитор и дирижёр немецкого происхождения